# La Fresnaye-au-Sauvage
La Fresnaye-au-Sauvage és un municipi francès situat al departament de l'Orne i a la regió de Normandia. L'any 2007 tenia 226 habitants.

## Demografia

### Població
El 2007 la població de fet de La Fresnaye-au-Sauvage era de 226 persones. Hi havia 70 famílies de les quals 20 eren unipersonals (8 homes vivint sols i 12 dones vivint soles), 21 parelles sense fills, 25 parelles amb fills i 4 famílies monoparentals amb fills.
La població ha evolucionat segons el següent gràfic:
Habitants censats

### Habitatges
El 2007 hi havia 120 habitatges, 88 eren l'habitatge principal de la família, 17 eren segones residències i 15 estaven desocupats. 116 eren cases i 1 era un apartament. Dels 88 habitatges principals, 67 estaven ocupats pels seus propietaris, 20 estaven llogats i ocupats pels llogaters i 1 estava cedit a títol gratuït; 3 tenien dues cambres, 4 en tenien tres, 24 en tenien quatre i 57 en tenien cinc o més. 61 habitatges disposaven pel capbaix d'una plaça de pàrquing. A 46 habitatges hi havia un automòbil i a 35 n'hi havia dos o més.

### Piràmide de població
La piràmide de població per edats i sexe el 2009 era:
| Homes | Edats   | Dones |
| ----- | ------- | ----- |
| 0     | 95 o +  | 0     |
| 0     | 90 a 94 | 0     |
| 0     | 85 a 89 | 0     |
| 4     | 80 a 84 | 0     |
| 0     | 75 a 79 | 4     |
| 4     | 70 a 74 | 12    |
| 12    | 65 a 69 | 8     |
| 4     | 60 a 64 | 8     |
| 4     | 55 a 59 | 8     |
| 4     | 50 a 54 | 8     |
| 12    | 45 a 49 | 8     |
| 0     | 40 a 44 | 4     |
| 12    | 35 a 39 | 4     |
| 4     | 30 a 34 | 0     |
| 8     | 25 a 29 | 16    |
| 8     | 20 a 24 | 0     |
| 4     | 15 a 19 | 4     |
| 4     | 10 a 14 | 20    |
| 0     | 5 a 9   | 4     |
| 4     | 0 a 4   | 0     |

## Economia
El 2007 la població en edat de treballar era de 135 persones, 107 eren actives i 28 eren inactives. De les 107 persones actives 95 estaven ocupades (48 homes i 47 dones) i 10 estaven aturades (6 homes i 4 dones). De les 28 persones inactives 10 estaven jubilades, 14 estaven estudiant i 4 estaven classificades com a «altres inactius».

### Ingressos
El 2009 a La Fresnaye-au-Sauvage hi havia 86 unitats fiscals que integraven 215,5 persones, la mediana anual d'ingressos fiscals per persona era de 15.925 €.

### Activitats econòmiques
Dels 12 establiments que hi havia el 2007, 1 era d'una empresa extractiva, 1 d'una empresa de fabricació d'altres productes industrials, 4 d'empreses de construcció, 1 d'una empresa de comerç i reparació d'automòbils, 1 d'una empresa de transport, 2 d'empreses d'hostatgeria i restauració, 1 d'una empresa immobiliària i 1 d'una empresa de serveis.
Dels 6 establiments de servei als particulars que hi havia el 2009, 2 eren fusteries, 2 lampisteries i 2 restaurants.
L'any 2000 a La Fresnaye-au-Sauvage hi havia 18 explotacions agrícoles que ocupaven un total de 994 hectàrees.

## Poblacions més properes
El següent diagrama mostra les poblacions més properes.